# 5313-as mellékút (Magyarország)
Az 5313-as mellékút egy csaknem 15 kilométeres hosszúságú, négy számjegyű mellékút Bács-Kiskun vármegye területén; Kalocsa keleti vonzáskörzetének egyik kisebb települését, Homokmégyet köti össze Császártöltéssel és az 54-es főúttal.

## Nyomvonala
Homokmégy külterületi részén ágazik ki az 5311-es útból, annak a 6+450-es kilométerszelvénye táján, keleti irányban. Alig 800 méter után eléri a község első házait, ahol a központig a Kalocsai utca, majd egy rövid szakaszon a Petőfi utca, utána pedig a Kossuth Lajos utca nevet viseli. Ezen a néven már délkeleti irányt követ, úgy is lép ki a falu belterületéről, a harmadik kilométerét elhagyva.  Az 5,250-es kilométerszelvényénél egy elágazáshoz ér: északkeleti irányban az 53 116-os számú mellékút lép ki belőle, mely Alsómégy különálló településrészre, délnyugati irányban pedig az 53 117-es, mely az azonos státuszú Hillyére vezet.
Kevéssel 7,5 kilométer elérése előtt hagyja el az út Homokmégy határát, ott egy darabig Hajós külterületei közt folytatódik, előbb déli, majd egy derékszögű irányváltással keleti irányban, de lakott helyeket ott nemigen érint. 10,3 kilométer után éri el Császártöltés határszélét, e község területén ismét nagyjából délnyugati irányban húzódik, egészen ameddig el nem éri a belterület nyugati szélét, 13,4 kilométer után. Ott északnyugati irányba fordul és a Bajcsy-Zsilinszky utca nevet veszi fel; így is ér véget, e községtől központjának déli felében, beletorkollva az 54-es főútba, annak a 72+800-as kilométerszelvénye közelében.
Teljes hossza, az országos közutak térképes nyilvántartását szolgáló kira.gov.hu adatbázisa szerint 14,343 kilométer.

## Települések az út mentén
- Homokmégy
- (Hajós)
- Császártöltés